# Rajd Cordatic 1972
Rajd Cordatic 1972 (11. Cordatic Rallye 1972) – 11. edycja rajdu samochodowego Rajd Cordatic rozgrywanego na Węgrzech. Rozgrywany był od 2 do 3 września 1972 roku. Była to trzecia runda Rajdowego Pucharu Pokoju i Przyjaźni w roku 1972 oraz trzecia Rajdowych Mistrzostw Węgier w roku 1972.

## Klasyfikacja rajdu
| Miejsce                | Kierowca               | Pilot                  | Samochód               | Czas                   | Strata                 |                        |
| Klasyfikacja generalna | Klasyfikacja generalna | Klasyfikacja generalna | Klasyfikacja generalna | Klasyfikacja generalna | Klasyfikacja generalna | Klasyfikacja generalna |
| ---------------------- | ---------------------- | ---------------------- | ---------------------- | ---------------------- | ---------------------- | ---------------------- |
| 1.                     | Ilia Chubrikov         | Kiro Kirov             | Renault 8 Gordini      | 1:08:38                | 0.0                    |                        |
| 2.                     | Karel Kapras           | Ladislav Hršel         | Škoda 110 L Rallye     | 1:08:48                | +10                    |                        |
| 3.                     | Horst Hohlheimer       | Rudolf Huber           | Fiat 128 Rally         | 1:10:34                | +1:56                  |                        |
| 4.                     | Hans-Bertil Hansson    | Kristóf Karlowitz      | Volvo 142              | 1:13:02                | +4:24                  |                        |
| 5.                     | Adam Smorawiński       | Piotr Mystkowski       | BMW 2002 Alpina        | 1:13:12                | +4:34                  |                        |
| 6.                     | Dezső Kiss             | Ferenc Iriczfalvi      | Renault 8 Gordini      | 1:14:12                | +5:34                  |                        |
| 7.                     | László Valcsics        | János Gábor            | NSU 1200 TT            | 1:14:34                | +5:56                  |                        |
| 8.                     | László Kovács          | József Földes          | Polski Fiat 125p 1500  | 1:15:09                | +6:31                  |                        |
| 9.                     | Béla Nádaskay          | Gyula Dezséri          | Fiat 850               | 1:15:43                | +7:05                  |                        |
| 10.                    | Włodzimierz Groblewski | Andrzej Lubiak         | Polski Fiat 125p 1500  | 1:15:46                | +7:08                  |                        |
| Klasyfikacja CoPaF     |                        |                        |                        |                        |                        |                        |
| 1.                     | Ilia Chubrikov         | Kiro Kirov             | Renault 8 Gordini      | 1:08:38                | 0.0                    |                        |
| 2.                     | Karel Kapras           | Ladislav Hršel         | Škoda 110 L Rallye     | 1:08:48                | +10                    |                        |
| 3.                     | Adam Smorawiński       | Piotr Mystkowski       | BMW 2002 Alpina        | 1:13:12                | +4:34                  |                        |
| 4.                     | Dezső Kiss             | Ferenc Iriczfalvi      | Renault 8 Gordini      | 1:14:12                | +5:34                  |                        |
| 5.                     | László Valcsics        | János Gábor            | NSU 1200 TT            | 1:14:34                | +5:56                  |                        |
| 6.                     | László Kovács          | József Földes          | Polski Fiat 125p 1500  | 1:15:09                | +6:31                  |                        |
| 7.                     | Béla Nádaskay          | Gyula Dezséri          | Fiat 850               | 1:15:43                | +7:05                  |                        |
| 8.                     | Włodzimierz Groblewski | Andrzej Lubiak         | Polski Fiat 125p 1500  | 1:15:46                | +7:08                  |                        |

| 1. | Bułgaria |
| 2. | Polska   |
| 3. | NRD      |